# 音韻
音韻（おんいん）とは、もともと日本語・中国語などで漢字の音を構成する声、音などの総称。漢語の音声を研究する学問を音韻学という。また近代の言語学では、意味の弁別をなす最小の音声単位であるphonemeの訳語として当てられ、phonemeを研究する学問を音韻論と呼んでいる。この場合の音韻は音素（おんそ）と同義であるが、各言語の歴史的な変化や体系性といった文脈で語られることが多い。音韻学と音韻論とはまったく別の学問である。

## 中国音韻学
中国語の一語は原則として一音節で構成され、その音節構造は頭子音＋母音＋末子音(＋声調)となっている。この音節構造を声母という頭子と韻母という母音以下の二つの部分に析し、声母を類別にまとめたものを音と呼び、韻母を類別にまとめたものを韻と呼んだ。
音は6世紀の字書、梁の顧野王の『玉篇』「五音声論」に「唇音」「舌音」「歯音」「牙音」「喉音」の五音として分類され、後に「半舌音」と「半歯音」が増やされて七音とされた。宋代（10世紀頃）には七音をもとに頭子音を表すため代表字、三十六字母が作られている。
韻は韻書にまとめられ、宋代の『広韻』では206韻が立てられたが、時代や方言を考慮せずに網羅されていたとされ、後に金の王文郁によって平水韻という106韻にまとめられた。